# Susanne Dyreborg
Susanne Dyreborg (født  26. april 1966 i Gammelby) er en dansk kommunalpolitiker fra Dansk Folkeparti, der var en del af Esbjerg Kommunalbestyrelse fra 2018-2021, hvor hun var viceborgmester. Hun stillede op til Folketingsvalget 2019, hvor hun dog ikke opnåede valg. Til Kommunalvalget i Esbjerg Kommune 2021 stillede hun op for Dansk Folkeparti, hvor hun havde ambition om at blive spidskandidat foran partikollegaen Olfert Krog, der stod øverst på listen ved valget i 2017. Dette lykkedes dog ikke, da en afstemning internt i gruppen afgjorde, at Olfert Krog fortsat skulle være spidskandidat. Dyreborg var endvidere kandidat til regionsrådet i 2017. Dyreborg opnåede ikke valg til hverken regionsråd eller byråd, idet hun kun fik 467 personlige stemmer ved sidstnævnte.